# Colias sagartia
Die Colias sagartia ist ein Schmetterling aus der Familie der Weißlinge (Pieridae) in der Unterfamilie der Gelblinge (Coliadinae). Sie ist im Elburs-Gebirge im Nord-Iran und den Bergen im Nord-West-Iran endemisch.

## Merkmale
Die Falter haben eine Spannweite von 48 bis 54 mm. Die Männchen haben eine dunkelgrüne silbrige Grundfarbe, ähnlich Colias chlorocoma, aber ein wenig dunkler und die Farbe variiert von bläulich bis grünlich. Dieser Farbton wird hauptsächlich auf der Oberseite der Vorderflügel beobachtet. Bei einigen Tieren ist die Vorderflügeloberseite gelb und kontrastiert dadurch stark mit den stahlblau bestäubten Hinterflügeln. Die breite dunkle Marginalinde der Vorderflügel ist nach innen diffus und dringt bei einigen Exemplaren bis zu den Duftschuppen vor. Sie trägt viele, mehr oder weniger große gelbe, oft dunkel übergossene Flecken. Auf den Hinterflügeln ist die marginale Binde schmal und trägt eine Reihe klarer gelber Flecken am Innenrand. Die Unterseite der Vorderflügel ist blass grau und im Apex genau wie die Hinterflügel gelb-grün. In der Mitte der Hinterflügel haben sie zwei bis drei rötlich umrandete Flecken.
Die Grundfarbe der Flügeloberseite der Weibchen ist manchmal weiß und manchmal gelb bis grünlich, vor allem auf den Hinterflügeln. Sie ist mehr oder weniger stark von braunen Schuppen verschleiert. Die weißlichen Flecken in der marginalen Binde sind besonders auf den Hinterflügeln sehr groß. Der Discoidalfleck ist gelb. Die Unterseite ist glänzend grau-blau.
Die Fühler sind sehr schmutzig rosa, die Beine sind rosa und der Flügelrand ist rosa-weiß.

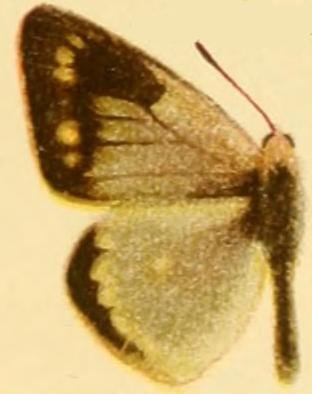
Männchen von Colias sagartia
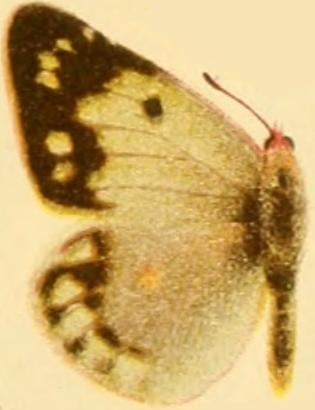
Weibchen von Colias sagartia
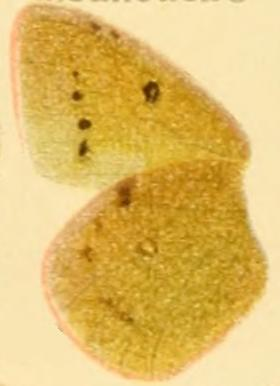
Flügelunterseite von Colias sagartia

### Ähnliche Arten
- Colias chlorocoma

## Verbreitung und Lebensraum
Die Art ist im Elburs-Gebirge im Nord-Iran und den Bergen im Nordwest-Iran endemisch. Die Falter fliegen auf 2500 bis 3200 Meter Höhe auf Wiesen und steinigen Hängen, besonders wenn dort eine dornige Tragant-Art häufig vorkommt.

## Lebensweise
Die Falter fliegen von Juni bis Juli in einer Generation. Sie fliegen sehr schnell und sind noch schneller als die größere Colias aurorina, die im selben Gebiet vorkommt. Igelpolster (Acantholimon) und Tragant (Astragalus) sind die Nahrungspflanzen der Raupen.